# Chaos Team
 (septembre 2018).

Chaos Team est une série de bande dessinée post-apocalyptique créée par Vincent Brugeas et Ronan Toulhoat, parue chez l'éditeur Akileos.

## Historique éditorial
Après avoir dessiné cinq albums de la série uchronique Block 109, Ronan Toulhoat fait part au scénariste Vincent Brugeas de son envie d’illustrer de nouveaux univers. Ce dernier poursuit donc Block 109 avec un nouveau dessinateur (Ryan Lovelock), tout en développant en parallèle Chaos Team pour son complice.
Un prélude à la série est publié à l’occasion du festival d’Angoulême 2012, dans un album intitulé La Vengeance du béret vert dont le tirage est limité à 1 000 exemplaires.
Le premier tome, numéroté 1.1 du fait de l’articulation de la série en cycles ou « saisons », paraît en prépublication numérique à partir d’octobre 2012. La version papier de l’album sort en librairies en février 2013.

## Synopsis
Une invasion extra-terrestre a dévasté les armées régulières des nations terriennes et fragilisé de ce fait leurs différents gouvernements. Profitant de cette opportunité, les anciens mafieux, criminels ou autres fanatiques religieux se disputent les lambeaux du pouvoir. L’entreprise de mercenaires Blackfire Industries est devenue florissante en approvisionnant les groupes religieux en hommes et en équipement. Une de ses unités, baptisée « Chaos Team » et dirigée par John Clem, est dépêchée pour assurer la protection du nouveau Pape.

## Publication

### Albums
- tome 0 : La Vengeance du béret vert (2012)
- tome 1.1 (février 2013)
- tome 1.2 (septembre 2013)
- tome 2.1 (mai 2014)

### Éditeurs
- Akileos : tomes 0 à 2.1 (première édition des tomes 0 à 2.1)